# Samal Yeslyamova
Samal Yeslyámova (en ruso: Сама́л Элья́совна Есля́мова,  1 de septiembre de 1984 en Petropavlovsk) es una actriz kazaja. Es reconocida internacionalmente por protagonizar la película Ayka de Serguéi Dvortsevoy, que le valió el premio de Mejor Interpretación femenina en el Festival de Cannes de 2018.

## Biografía
En el año 2011, Yeslyámova se graduó de la Facultad de actuación de GITIS. Mientras estudiaba en GITIS en 2008 interpretó un papel en la película de Serguéi Dvortsevoy Tulpan. La película ganó el premio principal del concurso "Una cierta mirada" en el Festival de Cine de Cannes.
En 2018 en la 71.ª sección del Festival de Cannes ganó el premio a la "Mejor actriz" por su papel en "Ayka", dirigida también por Dvortsevoy, interpretando un personaje de Kirguistán, que se ve obligado a abandonar a su hijo en un hospital por sus malas condiciones económicas. La filmación de la película duró seis años.
Según el padre de Yeslyámova, ella había dicho que no quería ser actriz y sino que quería ser periodista. Samal es la primera actriz en el espacio postsoviético en ganar el premio del Festival de Cannes.

## Filmografía
- 2008 : Tulpan
- 2018 : Ayka

## Premios y distinciones
Festival Internacional de Cine de Cannes
| Año  | Categoría    | Película | Resultado |
| ---- | ------------ | -------- | --------- |
| 2018 | Mejor actriz | Ayka     | Ganadora  |